# Evangelický hřbitov v Hnojníku
Evangelický hřbitov v Hnojníku na Frýdeckomístecku se nachází v obci Hnojník u silnice I/68. Má rozlohu 2890 m² (bez pozemků s kaplí a sociálním zařízením).
Hřbitov je ve vlastnictví obce Hnojník; vlastníkem hřbitovní kaple a sociálního zařízení je Farní sbor SCEAV v Komorní Lhotce.

## Historie
Evangelický (luterský) hřbitov v Hnojníku byl založen roku 1883 na pozemku věnovaném baronem Beesem.
Roku 1935 byla zvonice rozšířena na kapli. K dalšímu rozšíření kaple došlo po 2. světové válce. Roku 2013 došlo k opravě vjezdu na hřbitov.
Významnou osobností, pohřbenou na evangelickém hřbitově v Hnojníku, je polský básník a buditel Jan Kubisz.

## Galerie

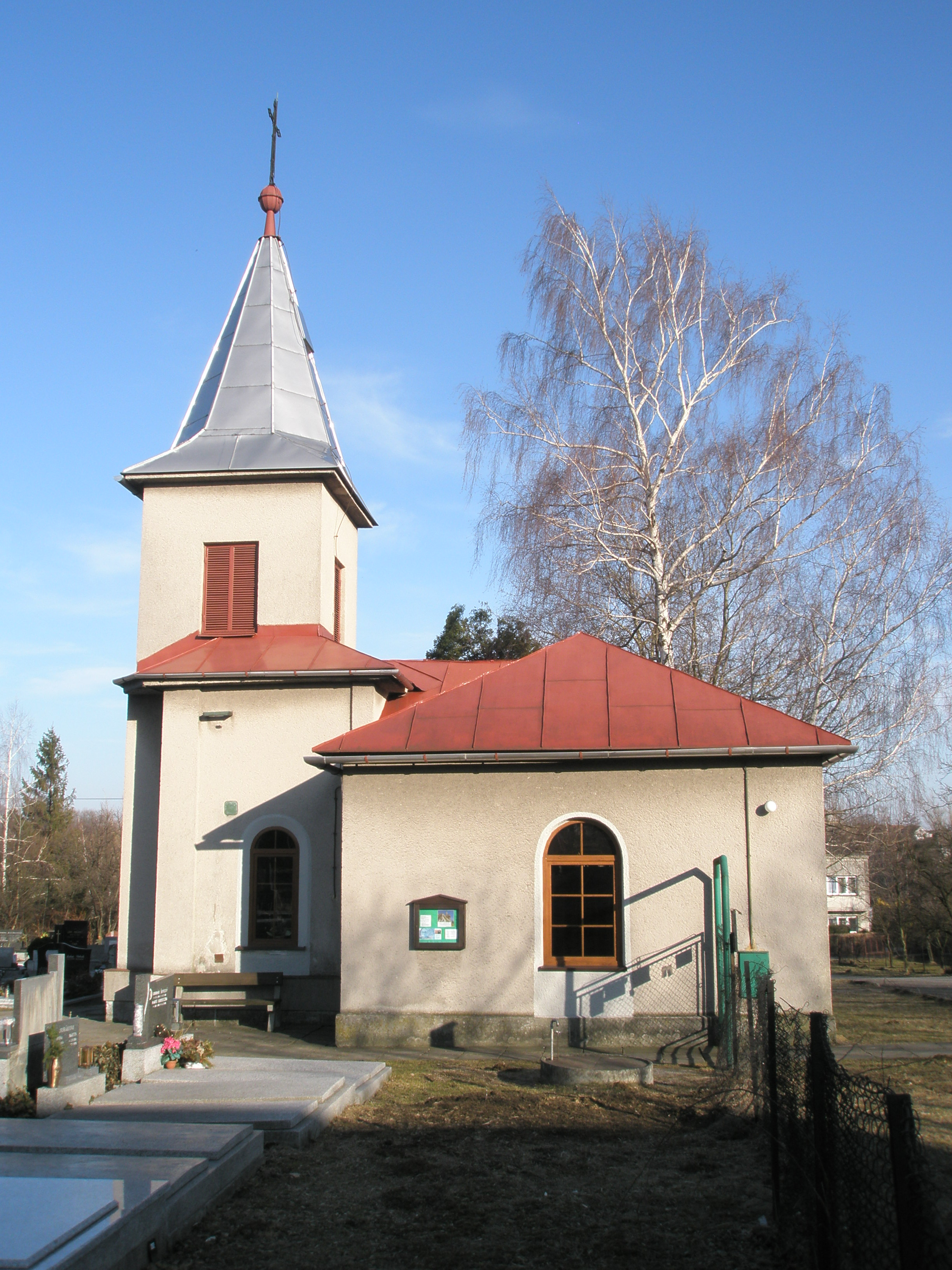
Hřbitovní kaple
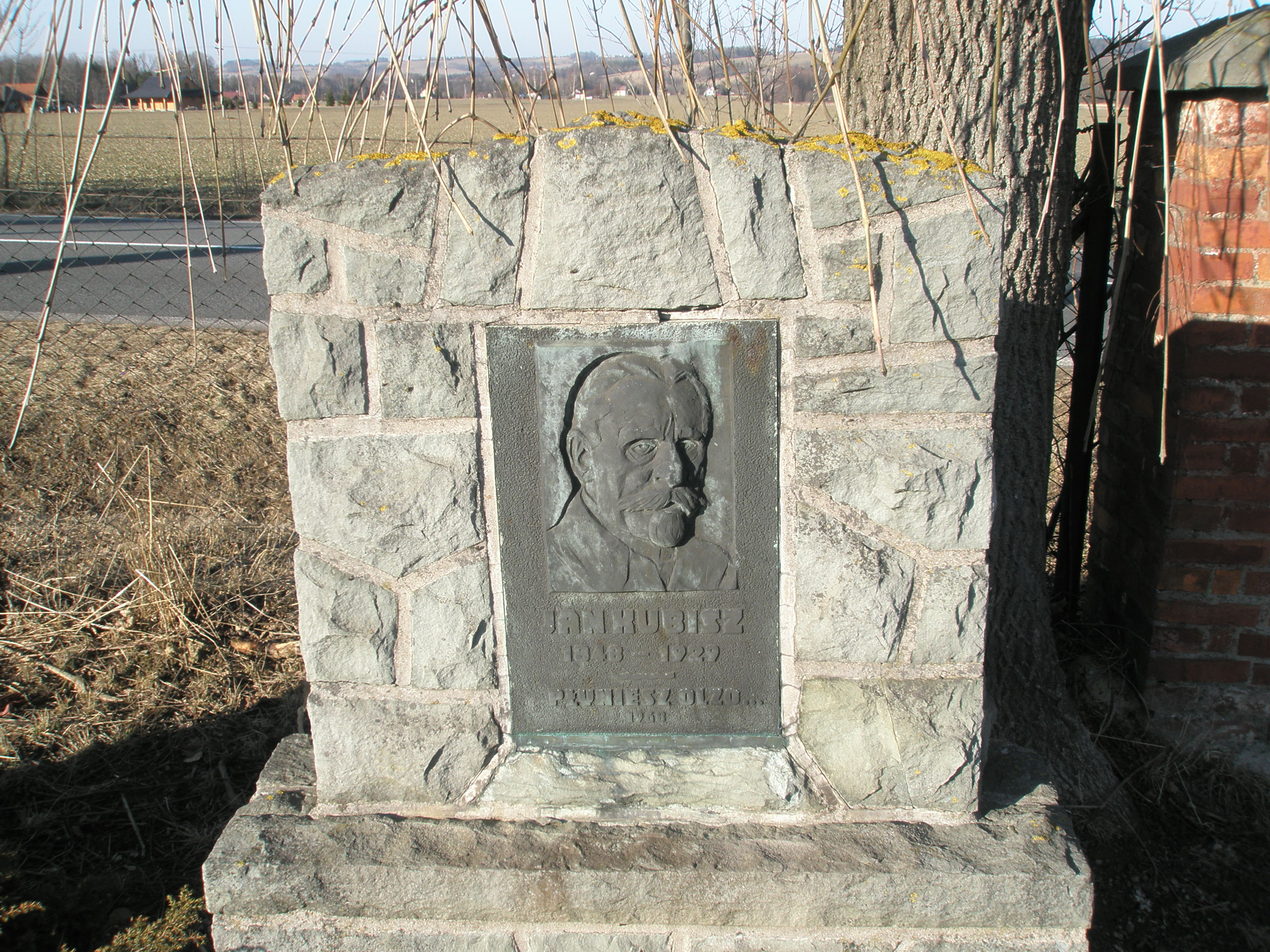
Detail náhrobku Jana Kubisze
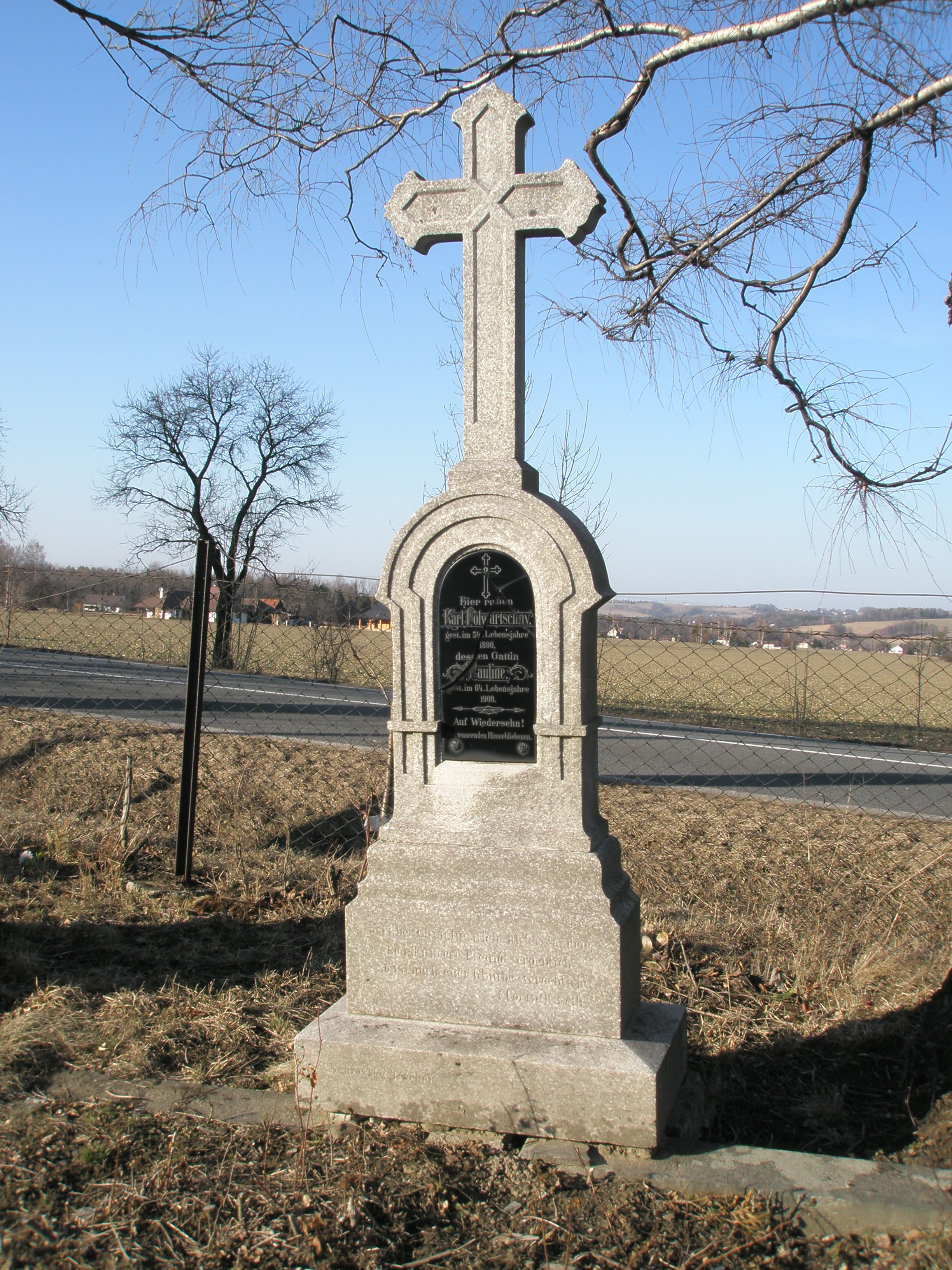
Náhrobek s německým nápisem
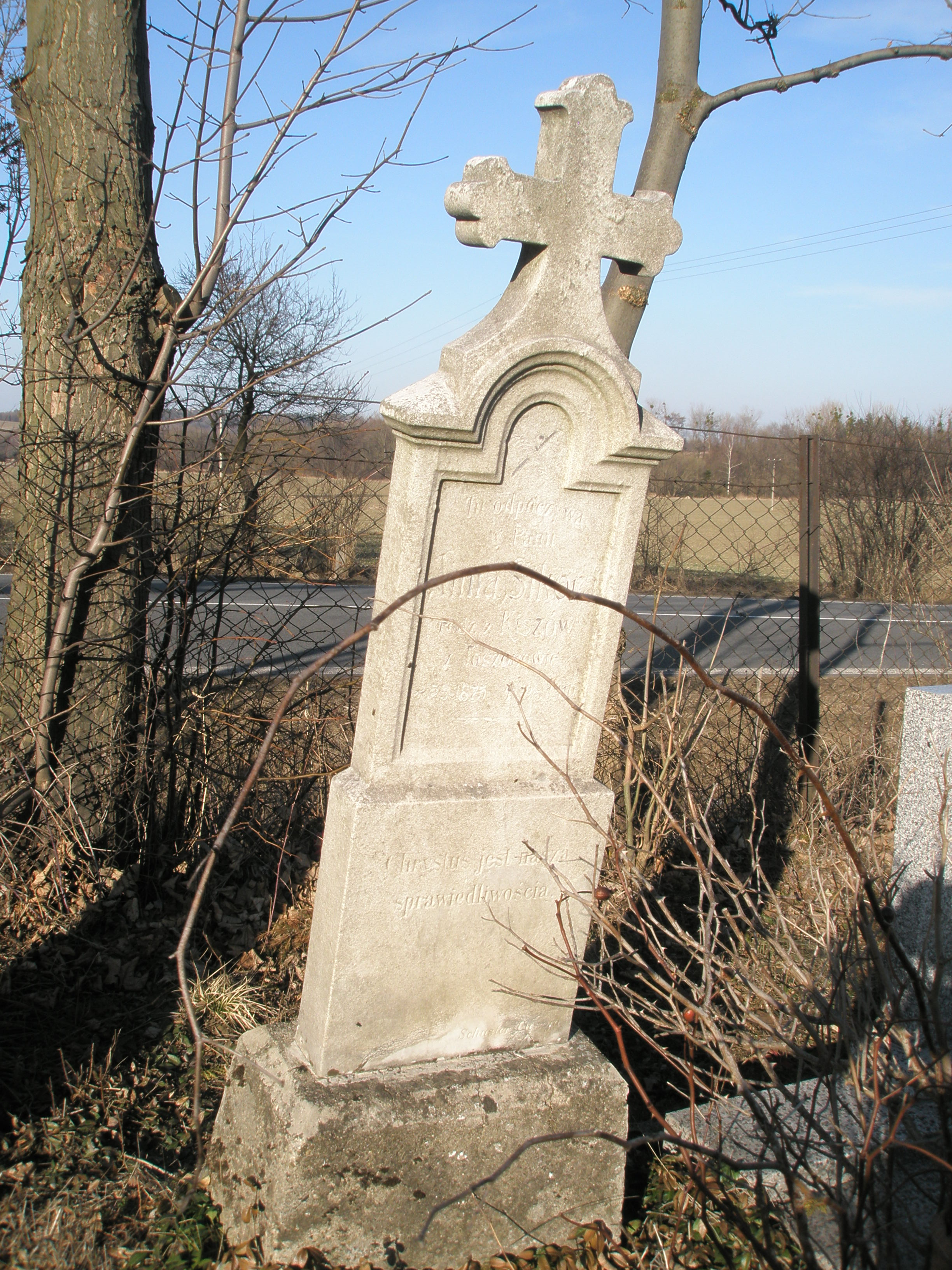
Náhrobek s polským nápisem